# 정석용 (1878년)
정석용(鄭錫溶, 일본식 이름: 松川錫溶마쓰카와 세키요, 1878년 10월 5일~1951년 5월 30일)은 대한제국의 군인 겸 일제강점기의 관료, 기업인, 사회운동가로, 한일 합방 이후 교육 활동과 시민사회운동에 참여하였다. 1919년에는 3·1 만세 운동에 반대하는 단체인 자제단에 참여하여 그해 6월 27일 옥천군 자제단을 조직하여 활동했다. 본관은 연일이며 본적은 충청북도 옥천군 옥천읍이다.

## 생애

### 관료 생활
1900년 9월 14일 무관학교 학도로 입학했으며 1903년 9월 20일 무관학교 보병과를 졸업했다. 1902년 7월 6일 육군보병 참위, 1904년 7월 7일 육군헌병 참위로 각각 임명되었고 1906년 7월 20일부터 1907년 9월 3일까지 육군헌병 부위로 복무했다. 1903년 진위 제1연대 제2대대(1903년 3월 27일)와 친위 제4연대 제1대대(1903년 7월 23일), 1904년 시위 제1연대 제3대대(1904년 1월 28일)를 견습했으며 1905년 6월 10일부터 1906년 3월 9일까지 군법회의 판사로 근무했다.
1908년 8월 기호흥학회 회원, 1909년 4월 대한흥학회 회원으로 활동했으며 1910년 10월 한일 합방 후 관직을 버리고 고향으로 낙향하였다. 그 뒤 교육과 계몽 활동 및 실직한 대한제국 구 군인들의 취직을 알선해주었다.

### 금융, 기업, 사회활동
1911년부터 1920년까지 충청북도 옥천군 참사를 역임했다. 1912년 11월 충청북도 옥천공립보통학교 학무위원을 역임했고 1915년 5월 20일부터 1917년까지 충청북도 지방토지조사위원회 임시위원, 1918년 6월부터 1938년까지 옥천금융조합 조합장을 역임했다. 1919년 6월 27일 옥천군 옥천면에서 조직된 옥천 자제단(自制團)에 참여했으며 유언비어에 현혹되지 말고, 만세 시위를 자진 해산할 것을 호소하였다. 1924년 4월 1일과 1927년 4월 1일, 1930년 4월 1일 충청북도 민선 도평의회원으로 임명되었다.
1928년 3월부터 1931년 5월까지 충청북도 옥천군 옥천면협의회 의원을 지냈으며 1933년 4월 충청북도 옥천군소작위원회 소작위원, 1935년 7월 충청북도 옥천면학교 평의원을 역임했다. 1933년 5월 10일 충청북도 민선 도회의원으로 임명되었고 1935년 10월 1일 조선총독부로부터 시정 25주년 기념표창과 은사금 50원을 받았다. 1936년 6월 3일부터 1939년 6월 2일까지 조선총독부 중추원 참의를 지냈으며 1938년 6월 15일 정7위에 서위되었다. 금융조합연합회에서 근무하다가 1945년 해방 후 퇴직했다. 1951년 한국 전쟁 중 병사하였다.

### 사후
1937년 5월 30일 금융조합연합회로부터 옥천금융조합 20년 근속표창을 받았다. 친일파 708인 명단의 중추원 부문, 민족문제연구소의 친일인명사전 수록자 명단의 중추원 부문, 친일반민족행위진상규명위원회가 발표한 친일반민족행위 705인 명단에 포함되었다.

## 상훈
- 1937년 5월 30일 옥천금융조합 20년 근속표창

## 같이 보기
- 3.1 운동
- 자제단
- 박중양
- 장직상

## 참고 문헌
- 친일반민족행위진상규명위원회 (2009). 〈정석용〉. 《친일반민족행위진상규명 보고서 Ⅳ-16》. 서울. 167~177쪽.